# 1721년 콘클라베

사도좌 공석 상태에 있는 동안에 사용되는 성좌의 문장

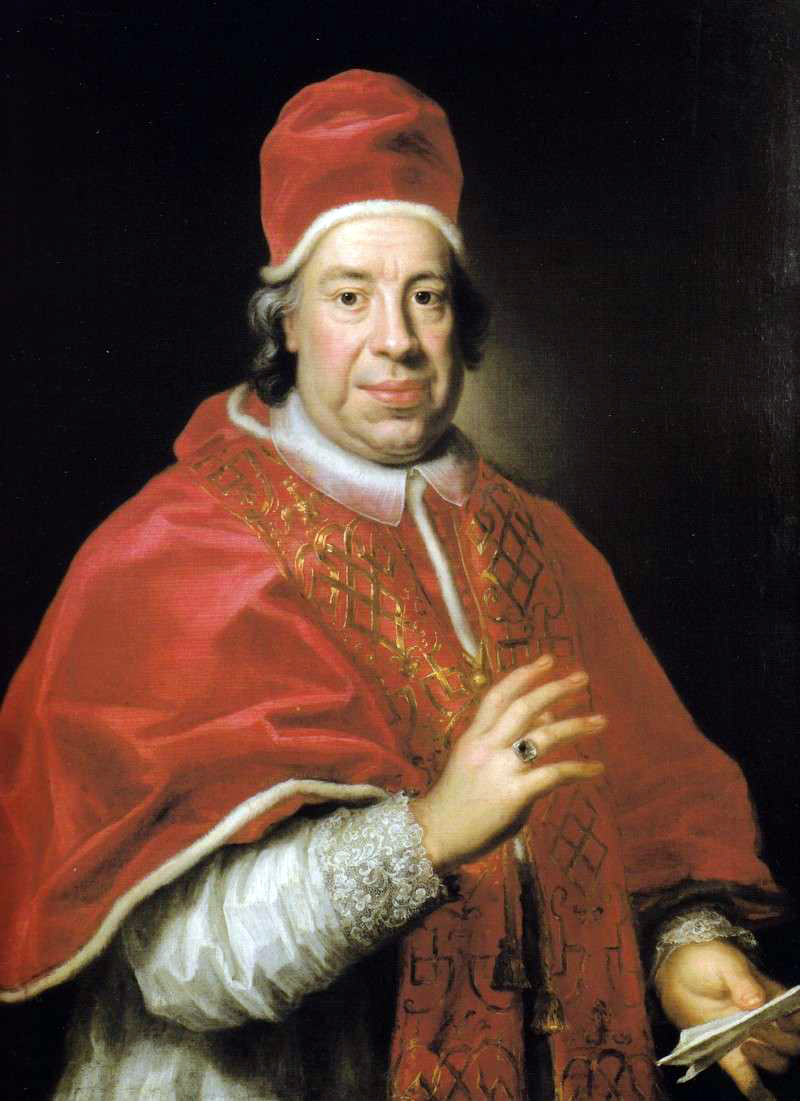
교황 선출자 인노첸시오 13세 (미켈란젤로 데 콘티)

1721년 콘클라베는 제244대 교황을 선출하기 위해 진행된 콘클라베이다. 제243대 교황 클레멘스 11세가 1721년 3월 19일에 선종한 이후에 새 교황을 선출하기 위해 진행된 선거이다.
1721년 3월 31일부터 5월 8일까지 1개월 남짓 투표가 진행되었으며 50명의 추기경이 투표에 참가하였다. 미켈란젤로 데 콘티 추기경이 새 교황으로 선출되었으며 교황 이름은 인노첸시오 13세로 명명되었다.

## 추기경단
- 투표에 참가한 추기경: 50명
- 불참: 12명

## 주요 인사
- 수석 추기경: 세바스티아노 안토니오 타나라
- 보조 추기경: 빈첸조 마리아 오르시니